# Jaulzy
Jaulzy település Franciaországban, Oise megyében. Lakosainak száma 858 fő (2022. január 1.). Jaulzy Attichy, Bitry, Couloisy, Courtieux, Croutoy és Hautefontaine községekkel határos.

## Népesség
A település népességének változása:
| Lakosok száma | 911  | 916  | 927  | 903  | 890  | 877  | 873  | 864  | 858  |
|               | 2013 | 2015 | 2016 | 2017 | 2018 | 2019 | 2020 | 2021 | 2022 |